# 甘露舒凡
甘露舒凡（英語：Mannosulfan，又称甘露醇四甲磺酸），是一种烷基化试剂，可看作是四分子甲磺酸和一分子甘露醇形成的酯，有作为抗癌药的潜力，但尚未被FDA批准。有研究表示其比白消安毒性更小。